# Maestro di Giacomo IV di Scozia
Il Maestro di Giacomo IV di Scozia (1485 – 1526) è stato un miniatore e pittore fiammingo anonimo. È molto probabile che sia Gerard Horenbout. Il suo nome è dovuto ad un ritratto di Giacomo IV di Scozia da lui realizzato che si trova all'interno del Libro delle ore di Giacomo IV e della Regina Margherita, ora conservato nella Biblioteca nazionale austriaca. È considerato uno dei migliori miniatori attivi nelle Fiandre della generazione che ha preceduto Simon Bening, ha contribuito a molti importanti manoscritti miniati, e forse ha diretto uno studio proprio.

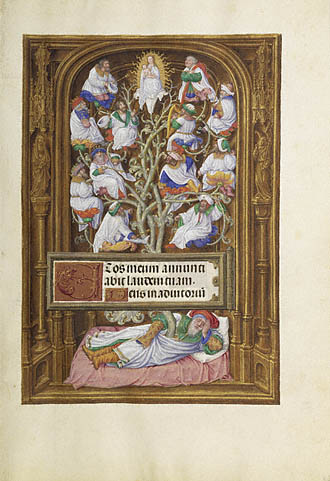
L'Albero di Jesse del Maestro

Stilisticamente le miniature del Maestro si distinguono per le loro figure robuste e non idealizzate, dipinte in paesaggi molto colorati, con blu e rossi molto saturi, oppure in interni dettagliati, e un uso della luce come mezzo per definire la profondità degli spazi e come elemento compositivo. La sua innovazione più importante, particolarmente esplicita nel Libro delle ore Spinola, fu probabilmente nel miniare due pagine aperte, riducendo al minimo lo spazio per il testo (a volte del tutto assente) e facendo in modo che le due miniature si guardassero.
Aveva un modo personale di sviluppare la narrazione, e usava frequentemente oscure immagini bibliche nella costruzione dei suoi dipinti; le sue scene di vita quotidiana, disegnate per i calendari miniati, sono considerate particolarmente vivide. Molto importante è il modo in cui il Maestro sperimentava con il formato dei suoi dipinti sulla pagina. Usando vari elementi illusionistici, spesso sfocava la linea tra le miniature e il bordo, anche con funzione narrativa.

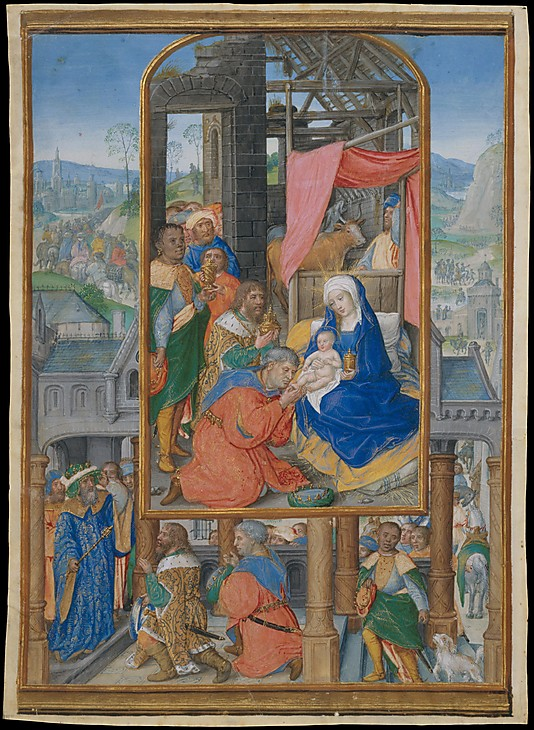
L'Adorazione dei Magi, una delle due miniature conservate al Cloisters

A volte il suo lavoro viene associato a quello del Maestro della Bibbia di Lubecca. I suoi lavori più importanti comprendono il Libro delle ore Spinola, «il più pittoricamente ambizioso e originale tra i manoscritti fiamminghi del XVI secolo», il Breviario Grimani, il Libro delle ore Holford, il Libro delle ore Rotschild, il Libro delle ore vaticano e due miniature che oggi si trovano nel Museo Cloisters. Nel realizzare progetti più grandi ha spesso collaborato con altri artisti.

## Gerard Horenbout
Gerard Horenbout era un pittore e miniatore di corte che tra il 1515 e il 1522 lavorò per Margherita d'Asburgo, reggente dei Paesi Bassi. Successivamente, come i figli Lucas e Susanna, si trasferì in Inghilterra (forse per ridare vita alla tradizione dei manoscritti miniati in per conto di Enrico VIII), per ritornare poi nel continente, probabilmente dopo il 1531; morì molto probabilmente a Gand nel 1540–41.
La sua identificazione con il Maestro è stata proposta da molti studiosi tra cui Georges Hulin de Loo, Friedrich Winkler, Robert G. Calkins basandosi soprattutto sull'identificazione da parte di Marcantonio Michiel di «Girardo da Guand» come uno degli autori del Breviario Grimani. Inoltre il periodo di attività del Maestro (1487–1522) corrisponde agli anni in cui Horenbout si trovava a Gand, dove lavoravano entrambi, erano entrambi ritrattisti e avevano la stessa tipologia di clienti.
I dubbi però permangono. Confrontando le miniature del Libro delle ore degli Sforza, l'unico manoscritto certamente attribuibile a Horenbout, con le miniature conservate al Cloisters, emergono alcune piccole differenze nel stilistiche.